# Monomorium bicolor
Monomorium bicolor är en myrart som beskrevs av Carlo Emery 1877. Monomorium bicolor ingår i släktet Monomorium och familjen myror.

## Underarter
Arten delas in i följande underarter:
- M. b. bicolor
- M. b. judaicum

## Bildgalleri

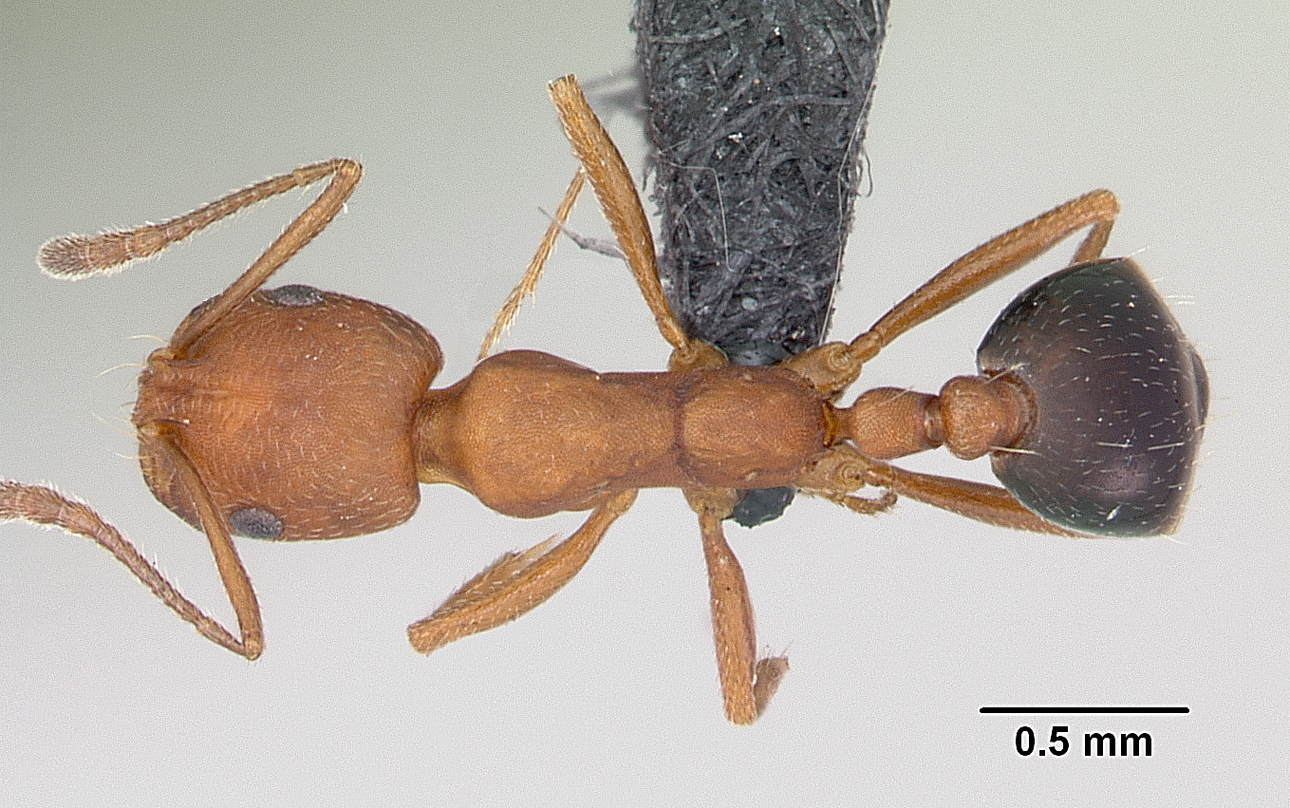
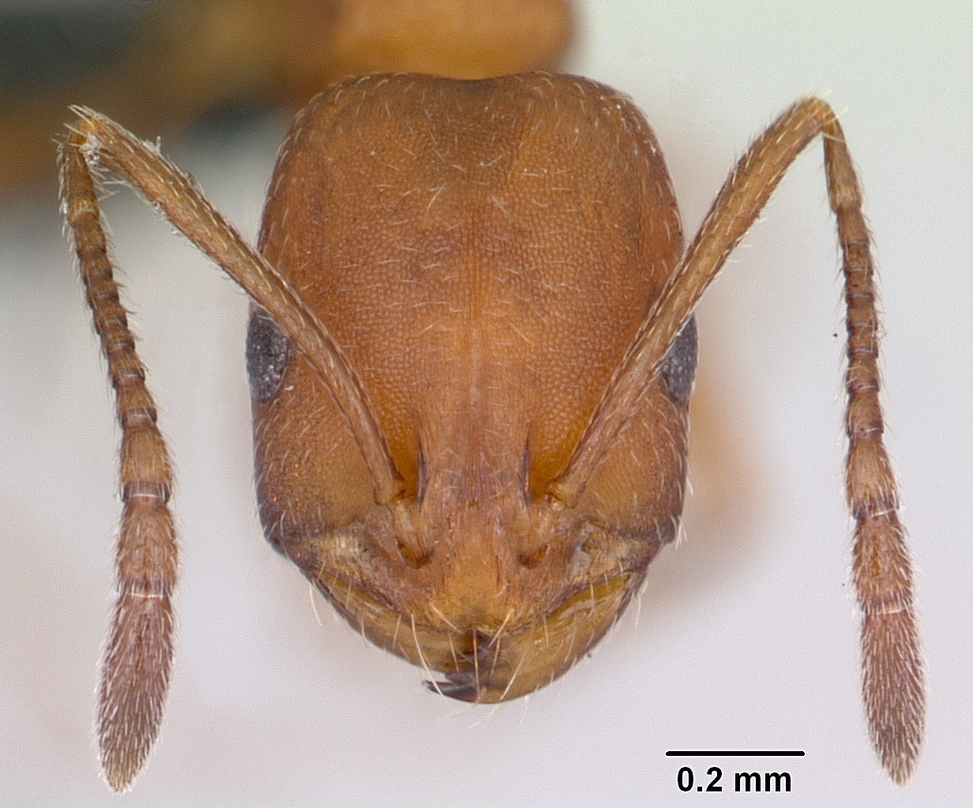
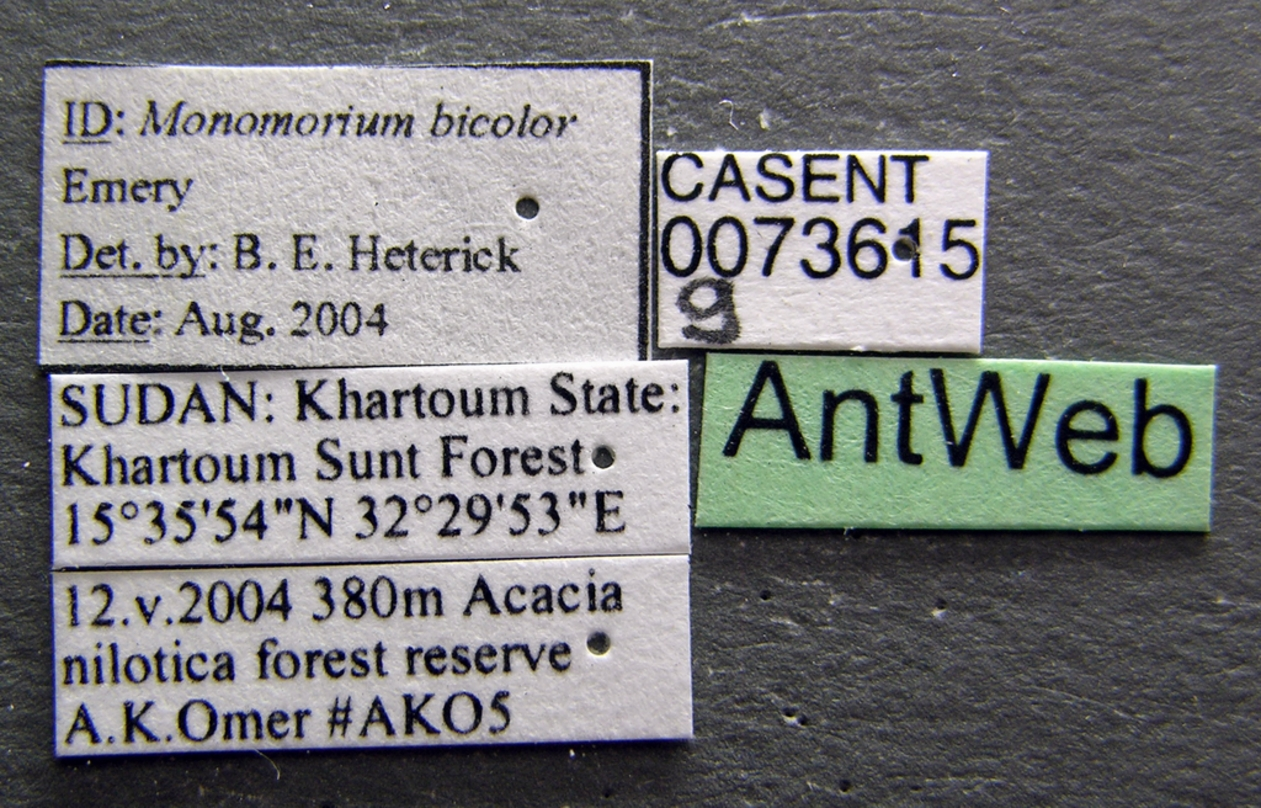
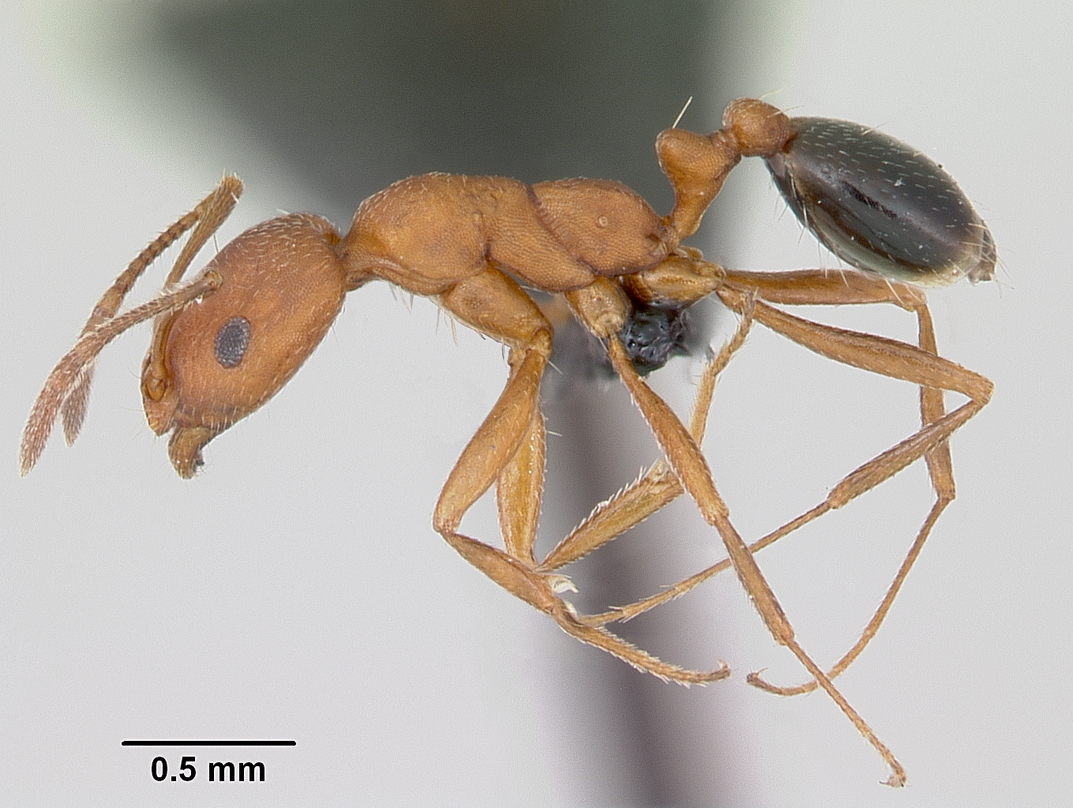